# Ambasciata d'Italia a Libreville
L'ambasciata d'Italia a Libreville è la missione diplomatica della Repubblica Italiana nella Repubblica Gabonese.
La sede è a Libreville. In particolare, la Cancelleria si trova nella zona di Haut de Gué Gué mentre la Residenza del Capo Missione a Sablière.